# Horst Gauß
Horst Gauß (* 19. Juli 1937 in Essen) ist ein deutscher ehemaliger Amateurboxer, Boxmanager, Boxtrainer und Sachbuchautor.

## Leben
Horst Gauß verbrachte seine Kindheit in Dresden und Ostritz. Seit 1948 ist sein Lebens-Mittelpunkt Frankfurt am Main. Dort war er 1964 Mitgründer des Boxclubs CSC Frankfurt. Er begann erst mit 27 Jahren mit dem Boxsport und bestritt bis zu seinem 40. Lebensjahr noch 83 Kämpfe mit wechselndem Erfolg (51 Siege) für seinen Club. Er führte den Club zu drei Deutschen Mannschaftsmeisterschaften der Amateurboxer (1985, 1988 und 1990). Horst Gauß ist seit 1966 bis heute Boxtrainer, auch Willi Fischer lernte bei ihm das Boxen. 
Gauß wurde dadurch bekannt, dass der CSC Frankfurt zum erfolgreichsten Amateur-Boxclub in Deutschland aufstieg und der Amateur-Boxsport in den achtziger Jahren einen rasanten Publikums-Zuwachs verzeichnen konnte. 
Direkt nach der Wende engagierte sich Gauß auch beim ehemaligen Ost-Club SG Wismut Gera und errang mit diesem Club die Meisterschaft in der 2. Bundesliga im Jahr 1991. Gauß gelang es, den späteren Weltmeister Markus Beyer in Gera zu halten. Er war wesentlich daran beteiligt, dass nach der Wiedervereinigung die ost- und westdeutschen Bundesliga-Boxvereine in einer Staffel zusammen boxten und nicht, wie vom Boxverband vorgesehen, aus geographischen Gründen ost und westdeutsche Vereine in 2 Staffeln boxten.

## Auszeichnungen
Für sein Engagement für den Amateur-Boxsport und die Jugendarbeit erhielt Horst Gauß im Jahr 2000 das Bundesverdienstkreuz am Bande.

## Werke
- Horst Gauß: Wenn ein Mutterherz stirbt. Ring Frei Verlag 2009, ISBN 3-000-25388-2
- Horst Gauß: CSC Frankfurt-Sachsenhausen, die Boxmacht vom Main Gründerjahre und Aufstieg in die 1. Bundesliga. Ring Frei Verlag 2011, ISBN 3-000-35307-0